# غمار مفرض
الغمار المفرض (الاسم العلمي:Gammarus crenulatus) هو نوع من القشريات يتبع جنس الغمار من الفصيلة الغمارية.